# Bărcănești, Ialomița
Barcanesti là một xã thuộc hạt Ialomița, România. Dân số thời điểm năm 2002 là 3978 người.